# Omaspides
Omaspides es un género de escarabajos  de la familia Chrysomelidae. En 1837 Chevrolat describió el género. Contiene las siguientes especies:
- Omaspides boliviana Borowiec, 2003
- Omaspides clathrata (Linnaeus, 1758)
- Omaspides semilineata (Boheman, 1854)
- Omaspides sobrina (Boheman, 1854)
- Omaspides unicolor Borowiec, 1998